# Urt
Urt é uma comuna francesa na região administrativa da Nova Aquitânia, no departamento dos Pirenéus Atlânticos. Estende-se por uma área de 19,07 km². Em 2010 a comuna tinha 2 350 habitantes (densidade: 123,2 hab./km²).